# コスモポリタン法律事務所
コスモポリタン法律事務所（コスモポリタンほうりつじむしょ）は、東京都豊島区に所在する法律事務所。

## 概要
2012年に弁護士 髙橋喜一により設立された法律事務所。
所属弁護士は全員IT企業出身者であり、IT関連法務、インターネット上の誹謗中傷事件を多数扱っている。
髙橋喜一は、「第二東京弁護士会電子情報・ネットワーク法研究会」の代表幹事を務めている。

## 所在地
東京都豊島区２３ 東池袋4-23-17 田村ビル6階